# 莫成德
莫成德（英語：Livingston Tallmadge Merchant，1903年11月23日—1976年5月15日），美国外交官、無黨籍政治人物，曾任美國代理國務卿（1961年）、美國駐加拿大大使、美國國務院政治事務次卿（1959年-1961年）。

## 外部連結
- Livingston T. Merchant Papers at Seeley G. Mudd Library, Princeton University

| 前任： 克里斯蒂安·赫脱 | 美国国务卿（代理） 1961年 | 繼任： 迪安·魯斯克 |